# Kjetil André Aamodt
Kjetil André Aamodt (Oslo, 2. rujna 1971.) umirovljeni je norveški alpski skijaš i jedan od najuspješnijih svjetskih alpskih skijaša svih vremena.
Jedan je od petorice skijaša u povijesti koji su pobijedili u svih 5 disciplina u Svjetskom kupu. Premijernu pobjedu je ostvario 15. ožujka 1992. godine u Super-veleslalomu (Super G) u Aspenu. Prvu veleslalomsku pobjedu zabilježio je 28. studenog 1992. u Sestriereu, a 29. siječnja 1994. u spustu. Dan kasnije slavio je i u kombinaciji. Do prve pobjede u slalomu čekao je do 16. siječnja 2000. godine, kada je slavio u Wengenu.
S Hrvaticom Janicom Kostelić jedini je alpinac u povijesti koji je uspio osvojiti 4 zlatne olimpijske medalje (1992. u super-veleslalomu, 2002. u kombinaciji i super-veleslalomu, 2006. u super-veleslalomu). Nekoliko dana prije osvajanja svoje posljednje medalje, ozbiljnije je ozlijedio koljeno u utrci spusta. U posljednjem zavoju te utrke ozljedivši koljeno izgubio je treće mjesto za nekoliko stotinki. Ipak sve je to naplatio u super-veleslalomu tako što je još jednom odvozio utrku na način koji samo on zna. Uz tâ 4 zlata osvojio je još i 2 olimpijska srebra i 2 bronce. Obranivši naslov olimpijskog pobjednika 2006. u super-veleslalomu postao je drugi skijaš, uz Alberta Tombu, kojemu je to pošlo za rukom.
5 puta je osvajao naslove svjetskog prvaka, a ukupno ima 12 odličja sa svjetskih prvenstava. S 8 olimpijskih i 12 odličja sa SP je apsolutno najuspješniji skijaš svih vremena.
Ostvario je 21 pobjedu u Svjetskom kupu (8 u kombinaciji, 6 u veleslalomu, 5 u super-veleslalomu, 1 u spustu i 1 u slalomu). 1994. godine osvojio je veliki kristalni globus (5 puta u karijeri bio je drugi). Osvojio je i 3 mala kristalna globusa: 1993. godine u super-veleslalomu i veleslalomu, te 2000. godine u slalomu.
Karijeru je završio s odvoženih 425 utrka od kojih je 64 puta bio na postolju.

## Plasman po sezonama u Svjetskom kupu
- 1989./1990.: 40. mjesto
- 1990./1991.: 17. mjesto
- 1991./1992.: 13. mjesto
- 1992./1993.: 2. mjesto
- 1993./1994.: 1. mjesto
- 1994./1995.: 5. mjesto
- 1995./1996.: 10. mjesto
- 1996./1997.: 2. mjesto
- 1997./1998.: 4. mjesto
- 1998./1999.: 2. mjesto
- 1999./2000.: 2. mjesto
- 2000./2001.: 7. mjesto
- 2001./2002.: 2. mjesto
- 2002./2003.: 3. mjesto
- 2004./2005.: 26. mjesto
- 2005./2006.: 8. mjesto

## Olimpijske igre
- 1992. Albertville, Francuska
  - Super-veleslalom: zlato
  - Veleslalom: bronca

- 1994. Lillehammer, Norveška
  - Spust: srebro
  - Kombinacija: srebro
  - Super-veleslalom: bronca

- 1998. Nagano, Japan
  - Super-veleslalom: 5. mjesto

- 2002. Salt Lake City, SAD
  - Super-veleslalom: zlato
  - Kombinacija: zlato
  - Spust: 4. mjesto
  - Slalom: 6. mjesto
  - Veleslalom: 7. mjesto

- 2006.  Torino, Italija
  - Super-veleslalom: zlato
  - Spust: 4. mjesto

## Svjetska prvenstva
- 1991. Saalbach, Austrija
  - Super-veleslalom: srebro

- 1993. Morioka, Japan
  - Veleslalom: zlato
  - Slalom: zlato
  - Kombinacija: srebro

- 1996. Sierra Nevada, Španjolska
  - Veleslalom: bronca
  - Kombinacija: 6. mjesto
  - Slalom: 8. mjesto

- 1997. Sestriere, Italija
  - Kombinacija: zlato
  - Super-veleslalom: 6. mjesto
  - Veleslalom: 8. mjesto
  - Spust: 9. mjesto

- 1999. Vail, SAD
  - Kombinacija: zlato
  - Spust: bronca
  - Slalom: 7. mjesto
  - Super-veleslalom: 9. mjesto

- 2001. St. Anton, Austrija
  - Kombinacija: zlato
  - Veleslalom: srebro
  - Slalom: 7. mjesto

- 2003. St. Moritz, Švicarska
  - Spust: srebro
  - Kombinacija: bronca
  - Super-veleslalom: 5. mjesto
  - Slalom: 9. mjesto

## Vanjske poveznice
- FIS profil  Arhivirana inačica izvorne stranice od 19. prosinca 2006. (Wayback Machine)